# Отеј (Оаза)
Отеј (фр. Auteuil) насеље је и општина у североисточној Француској у региону Пикардија, у департману Оаза која припада префектури Бове.
По подацима из 2011. године у општини је живело 581 становника, а густина насељености је износила 48,74 становника/km². Општина се простире на површини од 11,92 km². Налази се на средњој надморској висини од 140 метара (максималној 231 m, а минималној 87 m).

## Демографија
| 1962. | 1968. | 1975. | 1982. | 1990. | 1999. | 2011. |
| ----- | ----- | ----- | ----- | ----- | ----- | ----- |
| 263   | 275   | 295   | 315   | 453   | 535   | 581   |

График промене броја становника у току последњих година